# Ламберт I (граф Лувена)
Ламберт I Бородатый (фр. Lambert I le Barbu, нем. Lambert I. mit dem Barte/der Bärtige; ок. 950/955 — 12 сентября 1015) — 1-й граф Лувена с 988 года, маркграф Брюсселя примерно с 991 года, светский аббат Нивеля и Жамблу, второй сын графа Эно Ренье III и Адели.

## Биография

### Ранние годы
В 956 году Ренье III, отец Ламберта, восстал против императора Оттона I, но был захвачен плен и выдан Оттону I, который в 958 году выслал его на границу Чехии, где он и умер, а его владения были конфискованы.
Графство Эно было разделено на 2 части: графство Монс и маркграфство Валансьен. Управление графством Монс Оттон поручил в июне 958 года пфальцграфу Лотарингии Готфриду, а Валансьеном — графу Амори. Малолетние сыновья Ренье III, Ренье и Ламберт были переправлены в Западно-Франкское королевство (Францию), где нашли приют при королевском дворе.
После смерти Оттона I Ренье IV и Ламберт I, поддерживаемые королём Франции Лотарем, решили воспользоваться беспорядками в Империи и напали на Лотарингию в 973 году, разбив приверженцев императора. Назначенные императором граф Монса Рено и граф Валансьена Гарнье были убиты, и Ренье IV вернул на некоторое время себе Эно. Но в 974 году императору Оттону II удалось заставить братьев бежать во Францию, вновь отобрав их владения.
В 976 году Ренье IV и Ламберт I повторили попытку вернуть родовые владения, в чём им помогали графы Вермандуа и Карл I, младший брат короля Лотаря, но 19 апреля их армия были разбиты около Монса и были вынуждены снова вернуться во Францию.
В итоге император Оттон II, обеспокоенный положением в Лотарингии, решил изменить тактику. В том же 977 году он назначил герцогом Нижней Лотарингии французского принца Карла, который рассорился со своим братом Лотарем. Кроме того император решил переманить Ренье и Ламберта на свою сторону, вернув им часть конфискованных владений отца. Ренье получил часть графства Эно, однако без замка Монс, - он остался у Готфрида I Пленника, который видно в счёт компенсации за утерянные владения получил графство Верден. Валансьенская марка осталась под управлением графа Арнульфа. Часть графства Эно с Лувеном была передана Ламберту, став ядром Лувенского графства. Впервые Ламберт упомянут с титулом графа Лувена в акте, датированном 1003 годом.

### Правление
В начале 990-х Ламберт женился на Герберге, дочери герцога Нижней Лотарингии Карла. Кроме того, что данный брак значительно повысил престиж Ламберта, он в качестве приданого получил Брюссельскую марку, а также стал светским аббатом Нивеля и Жамблу. Эти приобретения составили основу могущества Лувенского дома.
Ламберт был одним из самых неугомонных феодалов в Нижней Лотарингии. Он постоянно пытался расширить свои владения. В 1006 году он способствовал захвату Валансьенской марки графом Фландрии Бодуэном IV. В ответ император Генрих II в 1007 году предпринял поход, принудив Ламберта подчиниться. В качестве гарантии Ламберт был вынужден передать императору своего сына в заложники.
В период между 1005 и 1012 годами умер герцог Нижней Лотарингии Оттон, не оставивший прямых наследников. Ламберт предъявил права на титул как потомок герцога Ренье I, а также как муж сестры покойного герцога, однако император Генрих II, не желавший дальнейшего усиления Регинаридов, назначил в 1012 году новым герцогом графа Вердена Готфрида II, сына Готфрида I Пленника.
Очень долго Ламберт попытался расширить свои владения за счет епископства Льежского. Сначала он боролся против епископа Ноткера (ум. 1007). Осенью 1012 года Ламберт разбил епископа Бальдерика II в битве при Моргодене. Но вскоре он встретил противодействие герцога Готфрида, разбившего его в 1013 году в битве при Гугарде. Вокруг Ламберта объединились его родственники — граф Намюра Роберт II и граф Эно Ренье V (сын умершего в 1013 году брата Ламберта, Ренье IV).
12 сентября 1015 году Ламберт в очередной раз столкнулся с герцогом Готфридом и погиб в битве при Флорене.
Наследовал Ламберту его старший сын Генрих I.

### Брак и дети
Жена: с 991 или позже Герберга (977 — после 1018), дочь Карла I, герцога Нижней Лотарингии. Дети:
- Генрих I (ок. 992/1000 — 1038 после 5 августа), граф Лувена и маркграф Брюсселя с 1015
- Ламберт II (ум. после 21 сентября 1062), граф Лувена и маркграф Брюсселя с 1038
- Матильда (ок. 992/1000 — ?); муж: Эсташ (Евстахий) I (ум. ок. 1049), граф Булони с 1042